# Wybory parlamentarne na Malcie w 1966 roku
W wyborach do Izby Reprezentantów na Malcie w 1966 roku zwyciężyła Partia Narodowa przy frekwencji 88,8%. Do obsadzenia było 50 miejsc w parlamencie.

## Wyniki
|  | Partia                           | Głosy   | Procent | Mandaty |
|  | -------------------------------- | ------- | ------- | ------- |
|  | Partia Narodowa                  | 68,656. | 47,9    | 28      |
|  | Partia Pracy                     | 61.776  | 43,1    | 22      |
|  | Chrześcijańska Partia Robotników | 8.594   | 6       | 0       |
|  | Postępowa Partia Konstytucyjna   | 2.086   | 1,5     | 0       |
|  | Narodowa Partia Demokratyczna    | 1.845   | 1,3     | 0       |